# パージ (映画)
『パージ』（原題:The Purge）は2013年にアメリカ合衆国で製作されたホラー映画である。監督はジェームズ・デモナコ、主演はイーサン・ホークが務めた。

## ストーリー
経済が崩壊した後のアメリカでは、「新しいアメリカ建国の父たち」を名乗る集団が全体主義的な統治を行っていた。「父たち」は1年に1回、夜7時から翌朝7時までの12時間、殺人を含むすべての犯罪が合法化される夜、「パージ」を設けた。この間、すべての警察、消防、救急、医療サービスは停止される。パージの導入によって、犯罪率と失業率は1 %にまで低下し、経済状況も改善したのである。大衆はパージをカタルシスをもたらしてくれる行事だと思っていたが、実際は「父たち」が大衆をコントロールするための手段であった。なぜなら、パージの夜に犯罪の標的となるのは富裕層ではなく、貧困層だったからである。
そんな状況下の2022年3月21日、ロサンゼルス近郊の富裕層の居住区に住むサンディン家は、息子がパージの前に逃げ込んできた男を匿ったため、「パージャー」たちと戦うことになってしまった。

### パージ法
パージ法とは、経済が崩壊した後のアメリカで、「新しいアメリカ建国の父たち」を名乗る集団が設けた法令。1年に1回、夜7時から翌朝7時までの12時間、殺人を含むすべての犯罪が合法化されるというもの。パージ法の導入によって、民衆は日ごろから鬱積している恨みや不満を合法的に発散できるようになるため、この夜以外はおとなしく過ごすことになり、結果、犯罪抑止、失業率の大幅低下、経済回復を実現した。
パージ開始前、政府から緊急放送（開始の合図）が流れ、サイレンが鳴るとパージが開始され、朝にサイレンが鳴るとパージ終了となる。この間、すべての警察、消防、救急、医療サービスが停止される。
パージの具体的なルール
- パージへの参加は自由。参加した住民を「パージャー」という。
- パージに参加せずに平和を求める者は家に隠れていても良い。
- どんな道具、武器を使用しても構わない。ただしレベル4以上の物は使用禁止。
- 国に定められた政治家などの権力者の殺害を禁止。(パージ:大統領令では、削除されている)
- パージ開始のサイレンが鳴ると、全ての緊急サービスがパージ終了まで停止される。

## キャスト
※括弧内は日本語吹替

### サンディン家
- イーサン・ホーク - ジェームズ・サンディン（楠大典）
- レナ・ヘディ - メアリー・サンディン（本田貴子）
- アデレイド・ケイン - ゾーイ・サンディン（嶋村侑）
- マックス・バークホルダー - チャーリー・サンディン（林勇）

### パージャー
- リース・ウェイクフィールド - パージャー1（川中子雅人）
- ジョン・ウェゼルコーチ - パージャー2
- アリシア・ヴェラ＝ベイリー - パージャー3
- アーロン・クバン - パージャー4
- ボイマ・ブレイク - パージャー5
- ネイサン・クラークソン - パージャー6
- チェスター・ロックハート - パージャー7
- テイラー・オスターカンプ - パージャー8
- RJ・ウルフ - パージャー9
- トラザリア・シェルズ - パージャー11

### その他
- エドウィン・ホッジ - サンディン家に匿われるホームレスの男（杉村憲司）
- トニー・オラー - ヘンリー
- アリヤ・バレイキス - グレース・フェリン
- ダナ・バンチ - ミスター・フェリン
- クリス・マルケイ - ミスター・ハルヴァーソン
- ティシャ・フレンチ - ミセズ・ハルヴァーソン
- トム・イー - ミスター・カリ

## 公開
2013年5月2日、本作はスタンレー映画祭で初めて上映された。

## 興行収入
2013年6月7日、本作は全米2536館で公開され、3410万ドルを稼ぎ出し、週末興行収入ランキング初登場1位となった。

## 評価
本作は賛否両論となっている。映画批評集積サイトのRotten Tomatoesには136件のレビューがあり、批評家支持率は38%、平均点は10点満点で5.1点となっている。サイト側による批評家の意見の要約は「本作の半分は社会の寓意で、もう半分はスリラーの要素で成り立っている。『パージ』はスリラー映画の形式を採用した上で理知的な主張をしようとしたが、使い古された文句と溢れんばかりの暴力描写に終わってしまった」となっている。また、Metacriticには、33件のレビューがあり、加重平均値は41/100となっている。
io9のチャーリー・ジェーン・アンダースは本作を「映画の形式をとって、陳腐で非現実的な政治に関する演説を長々とやっている」と評している。エンターテインメント・ウィークリーのクリス・ナシャワティは本作にB-評価をつけた上で、「表現したいことがたくさんあるのは明白だが、それを必死で表現しようとしてはいない。」と述べている。

## 続編
本作のヒットを受けて、ユニバーサル・ピクチャーズとブラムハウス・プロダクションズは続編の製作を決めた。続編の時代設定は、本作の1年後にあたる2023年である。
2013年11月17日、ジェームズ・デモナコがシリーズ第3作目として、本作の前日譚となる映画を監督することに関心を持っていると述べた。